# Probleem van andere geesten
Het probleem van andere geesten is de bestaansonzekerheid van de geest of het bewustzijn van iemand anders.
Het is een begripsmatig probleem in epistemologie en filosofie van de geest waarin de geloofwaardigheid en rechtvaardiging van de geest of bewustzijn van iemand anders wordt betwist. Daarnaast wordt er met zekerheid gesteld dat het eigen bewustzijn wel echt bestaat.
De gedachte achter het concept is dat het niet uitmaakt hoe geavanceerd iemands (doelbewuste) gedrag of communicatie overkomt, want de waarneming ervan is op zich onvoldoende om de aanwezigheid van degene zijn bewustzijn te garanderen. Ervaren is van essentieel belang voor het bewustzijn, maar kan alleen volledig bekend worden van binnenuit, van buitenaf is het in principe onzichtbaar. Het probleem van andere geesten is ook een centraal principe binnen het filosofische idee van solipsisme, die stelt dat alleen iemands eigen bewustzijn bestaat, die van anderen bestaan slechts in de geest van de waarnemer.
Een overgrote meerderheid is van mening dat andere mensen ook bewust zijn en geloven bijvoorbeeld niet dat rotsen of bomen zich bewust zijn. Het meest gebruikte antwoord op het probleem van andere geesten is dat het bewustzijn ook wordt toegeschreven aan andere mensen omdat hun uiterlijke kenmerken, gedragingen en communicaties voldoen aan de voorwaarden en verwachtingen van het bewust zijn. Ze zijn net zoals anderen, maar dan op een andere manier, inclusief het bewustzijn met een ervaring op een bepaalde (andere) manier. Anderen hebben dus een geest of bewustzijn omdat er voldoende gelijkenissen vertoont worden. Dit wordt ook wel het 'argument van analogie' genoemd en wordt gezien als het belangrijkste tegenargument. Dit argument kan teruggevonden worden in de werken van: John Stuart Mill, Alfred Ayer en Bertrand Russell.
Het blijft in principe een aanname, maar het heeft er alle schijn van dat iemand anders ook een bewustzijn heeft.

## Filosofische zombies
Het is voorstelbaar dat andere mensen eigenlijk niet meer dan (super geavanceerde) automaten van vlees zijn, filosofen noemen het filosofische zombies. De mogelijkheid van een zogenaamde filosofische zombie wordt weleens gebruikt om het probleem van andere geesten te benadrukken. Een filosofische zombie is een hypothetisch wezen die niet te onderscheiden is van een mens. Het wezen kan zich in alle opzichten precies zo gedragen als een mens, maar desondanks ontbreekt zijn (daadwerkelijke) bewustzijn.
In dat opzicht is het nooit absoluut zeker of iemand anders wel echt een bewustzijn heeft, hoewel het wel heel aannemelijk lijkt. Het is daarmee vrijwel onmogelijk om een bewijs te leveren die een echt bewustzijn van een simulerend bewustzijn kan onderscheiden. Maar de bewijslast kan ook omgedraaid worden. Want degene in kwestie kan het eigen echte bewustzijn ten opzichte van alle simulerende bewustzijnen ook niet bewijzen, alleen aan zichzelf, maar volgens de anderen zou degene in kwestie ook een simulerend bewustzijn kunnen zijn. Er is geen rede om aan te nemen dat degene in kwestie voorkeur zou moeten hebben, want het onderlinge verschil kan immers nooit echt of definitief aangetoond worden.
Vanwege die redenering wordt het probleem van andere geesten ook wel opgeheven door sommige filosofen. Met bijvoorbeeld de opmerking dat de bewijslast eigenlijk bij de stellingnemer ligt. Dit wordt soms ook aangeduid als Hitchens' scheermes, een uitdrukking die stelt: Wat kan worden beweerd zonder bewijs, kan worden afgewezen zonder bewijs.
Het probleem van andere geesten is in principe onoplosbaar, want men kan niet (even) iemand anders zijn, om vervolgens te controleren of ervaren of het om een echt of simulerend bewustzijn gaat.